# Umberto Nobile

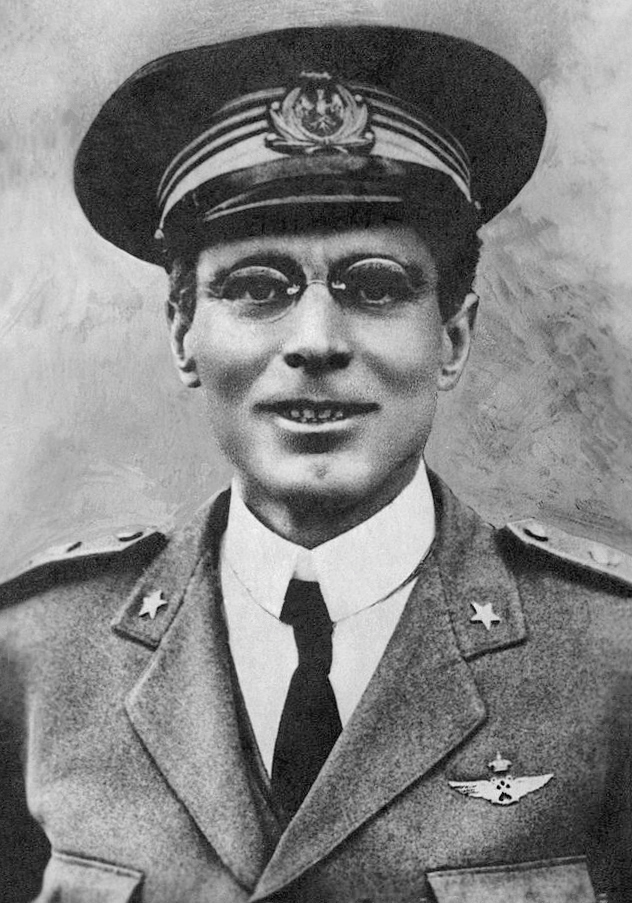
Umberto Nobile in de jaren 1920.

Umberto Nobile (Lauro, 21 januari 1885 - Rome, 30 juli 1978) was een Italiaanse luchtschipbouwer en poolreiziger.
Nobile had een hogere technische opleiding genoten, en werkte enige tijd bij de spoorwegen tot hij in 1911 zijn aandacht verlegde naar de luchtvaart, in het bijzonder de bouw van rigide luchtschepen. Met drie anderen stichtte hij tijdens de Eerste Wereldoorlog het Stabilimento di Construzione Aeronautiche, dat luchtschepen voor het Italiaanse leger bouwde. Na de oorlog bleef hij in dienst van het leger om te werken aan het ontwerpen en bouwen van luchtschepen.

## De reis met deNorge

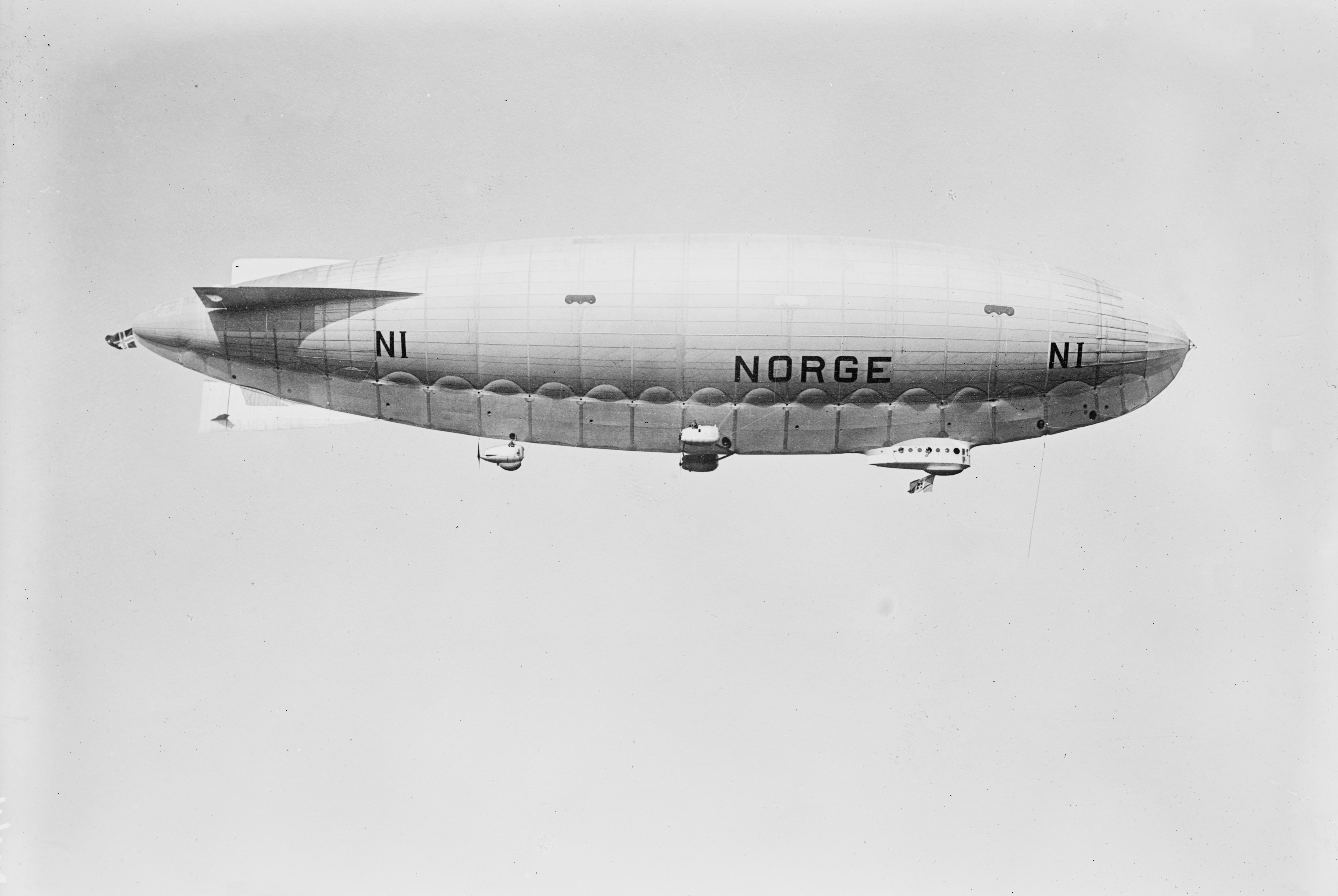
N1 Norge

In 1925 ontmoette hij de Noorse poolonderzoeker Roald Amundsen die van plan was, samen met Lincoln Ellsworth, om met een luchtschip de Noordpool te bereiken. Amundsen beschouwde Nobiles N1 als het meest geschikte type, en kocht het. Onder de naam Norge vertrok het luchtschip op 11 mei 1926 van Spitsbergen, met onder meer Amundsen, Ellsworth en Nobile aan boord. Op 12 mei werden Noorse, Amerikaanse en Italiaanse vlaggen op de Noordpool neergelaten, waarna de expeditie doorvloog en uiteindelijk landde bij Teller, Alaska.

## De reis met deItalia
De Norge-expeditie was onder Noorse vlag gevoerd, en in Italië vond men dat Nobile te weinig van de eer van de expeditie had gekregen. Er werd inmiddels gebouwd aan een nieuw luchtschip, de N2 'Italia', en hiermee zou Nobile een nieuwe expeditie naar de pool ondernemen, nu geheel Italiaans. 
Deze expeditie is zeer noodlottig verlopen; bij zijn redding was onder andere de Nederlander Sjef van Dongen betrokken.

## Verdere levensloop
Tussen 1931 en 1936 was Nobile in de Sovjet-Unie, waar hij deelnam aan een poolexpeditie en daarna hielp bij de bouw van luchtschepen. Nadien was hij als docent verbonden aan de Universiteit van Napels (1936-1939) en de Holy Name School of Aeronautics in Lockport (Illinois) (1939-1943). Na de Tweede Wereldoorlog herkreeg hij zijn positie in het leger (die was ingetrokken omdat hij voor de ramp met de Italia verantwoordelijk werd gehouden), en werd hij bevorderd tot generaal-majoor. De rest van zijn leven bleef hij verbonden aan de Universiteit van Napels.